# Аш (баронский род)
Аш (нем. von Asch) — русский баронский род немецкого происхождения.

## История
Фридрих Аш (в России — Фёдор Юрьевич; 1690—1771) родился в Силезии, вступил при Петре I в военную службу, находился под Полтавой, в Прутском и других походах, в 1726 году сделан почт-директором в Санкт-Петербурге. Император Франц I возвёл его 6 (17) декабря 1762 года в баронское достоинство Священной Римской империи. Я. Штелин обязан ему несколькими характерными рассказами о Петре I. У Фёдора Аша было три дочери и четверо сыновей:
- барон Иван Фёдорович Аш (1726—1807)[2] пользовался известностью искусного дипломата. В 1749 году поступил на государственную службу и был определён в должность коллегии-юнкера при Коллегии иностранных дел; затем, в 1754 году, был командирован в российское посольство в Вену, где состоял при римском императорском дворе. В 1783 году сын Франца I, император Иосиф II выдал ему диплом и утвердил герб на баронское достоинство, пожалованное отцу Аша. Из Вены Аш был переведён в Польшу, где до 1793 года состоял в должности советника канцелярии резидента. В 1794 году был схвачен восставшими поляками и некоторое время находился в плену. В 1794—1795 годах был последним русским резидентом в Речи Посполитой.
- барон Фёдор Фёдорович Аш (1728 — после 1808) — командир Нижегородского пехотного полка Лифляндской дивизии. С 1766 года в отставке с чином бригадира и пенсией. Известен, как распространитель версии о том, что И. И. Шувалов — сын российской императрицы Анны Иоанновны и её фаворита, герцога Э. И. Бирона, за что был заключён без суда 3 ноября 1777 года в Динамюндскую крепость, в марте 1797 года, как «умалишённый», посажен в тюрьму Спасо-Евфимиева монастыря (Суздаль). Умер после освобождения из тюрьмы.[3].
- барон Егор Фёдорович Аш (1729—1807) — доктор медицины.
- барон Пётр Фёдорович Аш (1730—1781) — доктор медицины и член государственной медицинской коллегии в царствование Екатерины II, в Москве, был известен как искусный врач.

Определением Правительствующего Сената, от 15 (27) июня 1848 года, утверждены в баронском достоинстве, с внесением в V часть дворянской родословной книги: статский советник, барон Егор Иванович фон Аш, жена его Иозефина-София (урождённая Миллер) и дети их: Георгий-Иосиф, Николай, Эмилия, София, Надежда и Констанция.

## Описание герба
В щите, имеющем красное поле, изображены три серебряные стропила, поставленные одно над другим. Щит покрыт баронской короной, с тремя на ней шлемами, увенчанными дворянскими коронами, из коих на первом виден выходящий лев, держащий в лапах знамя белого и зеленого цветов, на среднем шлеме находится высокая серебряная шляпа, с четырьмя красными стропилами, имеющая на поверхности золотой шар с тремя страусовыми перьями красного и белого цвета; на третьем шлеме виден выходящий серебряный гриф с мечом.
Намёт на щите красный, подложенный серебром. Щит держат с правой стороны лев, имеющий в лапе знамя белого и зеленого цветов, а с левой гриф с мечом. Под щитом девиз: «Virtute Duce». Герб рода Аш, баронов Римской Империи внесён в V часть Общего гербовника дворянских родов Российской империи.

## Родословная
- Аш, Фёдор Юрьевич (1690—1771) — деятель русской почты, петербургский почт-директор, родоначальник баронов Ашей.
  - Аш, Иван Фёдорович (1726—1807) — дипломат.
    - Аш, Казимир Иванович (1766—1820) — архангельский и смоленский губернатор, действительный статский советник.
      - Аш, Константин Казимирович (? — после 1852)
      -  Аш, Иван Казимирович (?—1832)

    - Аш, Владимир Иванович (1768—1820)
    -  Аш, Егор Иванович (1779—1846) — статский советник.
      - Аш, Георгий-Иосиф Егорович (1821—1848)
      -  Аш, Николай Егорович (?—1903)

  - Аш, Фёдор Фёдорович (1728 — после 1808) — бригадир.
  - Аш, Егор Фёдорович (1729—1807) — доктор медицины, генерал-штаб-доктор.
  -  Аш, Пётр Фёдорович (1730—1781) — доктор медицины.